# Língua de sinais de Laos
A Língua de Sinais de Laos (em Portugal: Língua Gestual de Laos) é a língua de sinais (pt: língua gestual) usada pela comunidade surda em Laos.